# Passatger

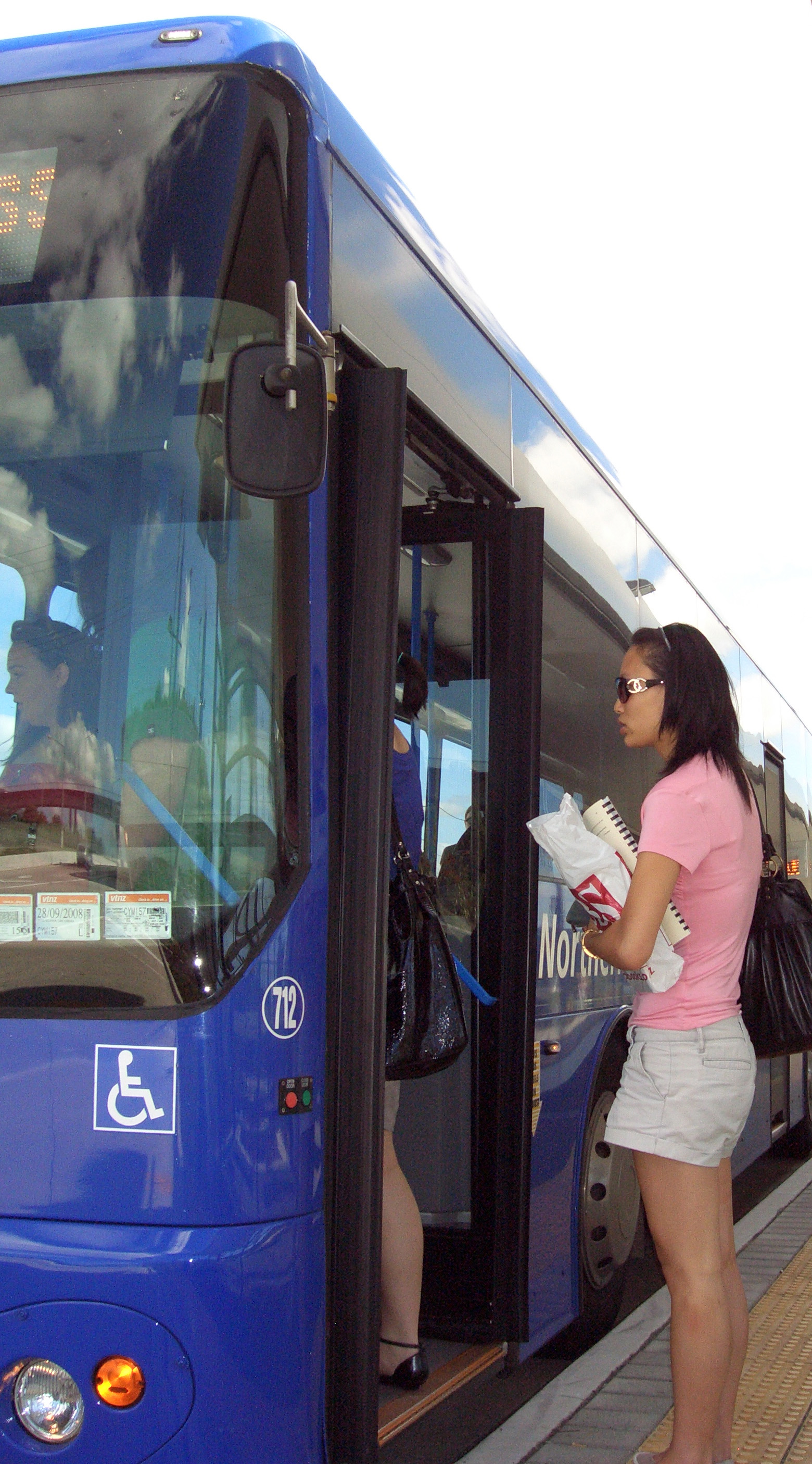
Passatgers pujant a l'autobús

Un passatger (també abreujat en anglès com a pax) és una persona (infant o adult) que viatja o és transportada en un vehicle, sigui avió, autobús, vaixell, tartana, automòbil o qualsevol mitjà de transport. Sovint s'exclouen d'aquesta definició les persones encarregades d'operar el vehicle (conductor, pilots…) i les que formen part del servei (tripulació, revisors, personal de seguretat…). A més dels humans, de vegades també es consideren passatgers als animals, encara que se'ls porti en cistella de transport. En ambdós casos, generalment es paga una quota pel transport utilitzat.
Els passatgers poden portar maletes, bosses o motxilles per a portar les seves pertinences.
En la indústria turística, l'abreviatura internacional utilitzada per designar la paraula «passatger» és PAX, indistintament en majúscules o minúscules. Originalment se referia tan sols als passatgers de vaixells i avions. Després va passar a ser utilitzada per a qualsevol tipus de transport i també, en hostaleria, per designar la unitat en termes de nombre de clients o hostes d'hotels, restaurants, etc.

## Generalitats
Hi ha diversos aspectes a considerar relacionats amb el concepte de passatger.
- Tipus de passatger
  - persona adulta,[3] parelles, grups familiars,[4] grups,[5] infants sense acompanyats,[6] ...
  - animals de companyia[7]
  - animals sols[8]
- Tipus de vehicle
  - terrestre
  - marítim
  - aeri
  - espacial; hi ha companyies que projecten Vols espacials privats. Vegeu Llista d'empreses privades de vol espacial.

### Altres detalls
- Origen del viatge o trajecte
- Tràmits inicials (facturar equipatges,...etc)
- Punt de destinació
- Durada del viatge
- Velocitat
- Puntualitat i regularitat
- Seguretat
- Comoditat
- Assegurances
- Element auxiliars (seients, lliteres, mobiliari, cambrot, espais comuns,...)

### Perills
En èpoques passades els passatgers estaven sotmesos als perills de pirates i corsaris. Des de final del segle XX els segrestos i les accions terroristes són un perill a tenir en compte.

## Preu del passatge
Un aspecte important per a qualsevol passatger és el preu del bitllet o passatge. Pal·ladi, en la Història Lausíaca, exposa una anècdota relacionada amb el tema. Un diccionari català-llatí iguala el preu del passatge amb transitus vectura.

### Bitllets

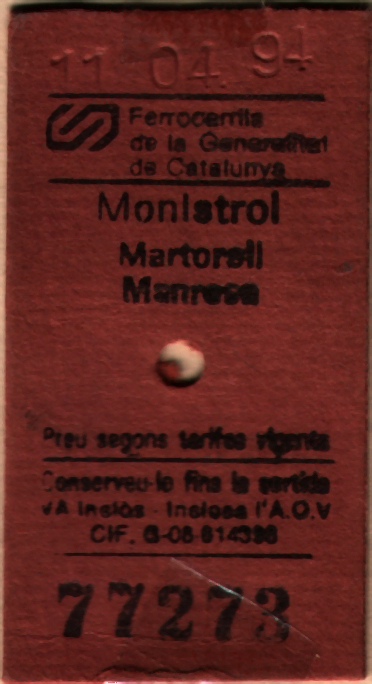
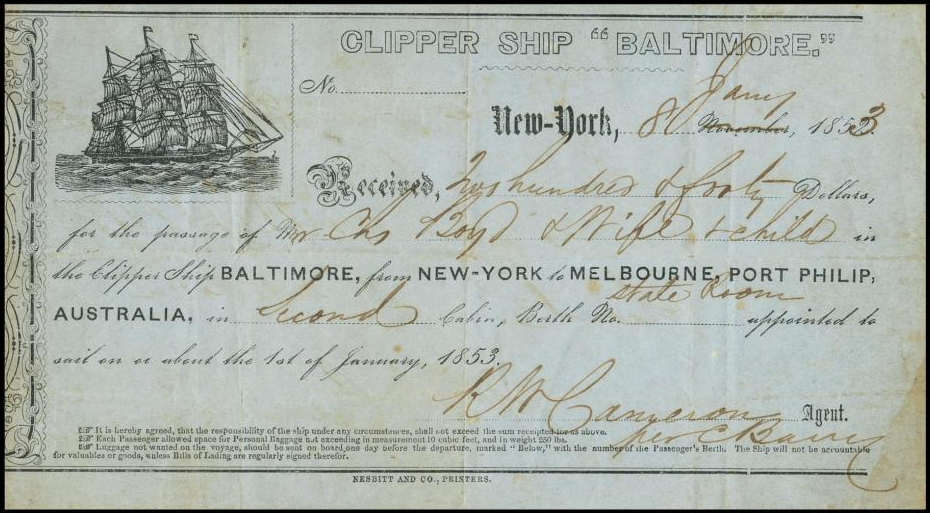
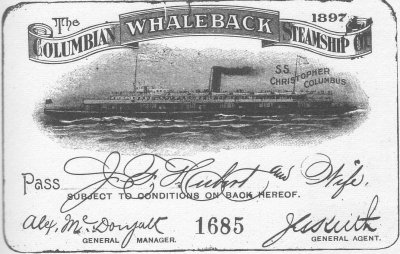
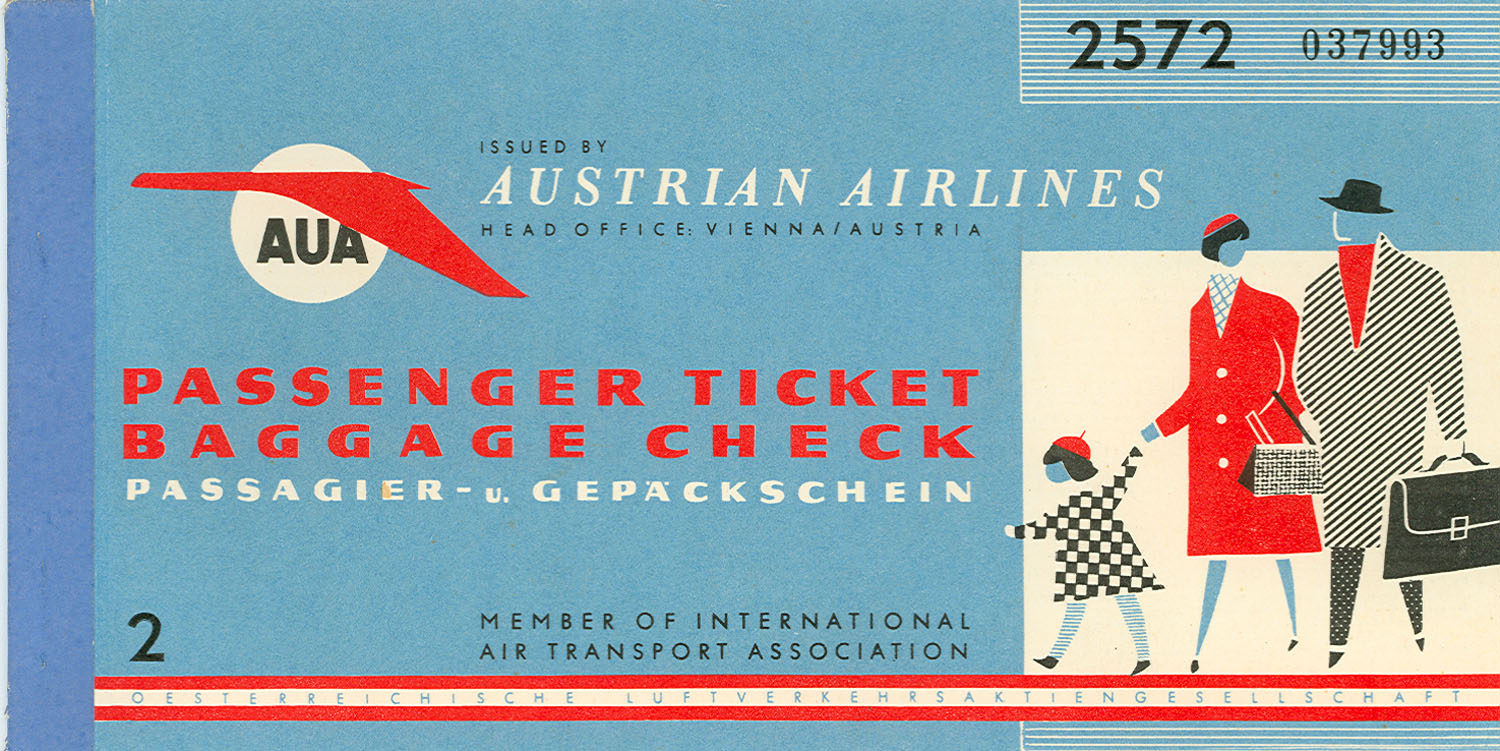

## Vehicles
Cada vehicle determina el tipus de servei, els drets, les obligacions del passatger i el marc legal segons l’època i la realitat política.

### Cadires de mans i lliteres
Les cadires de mans permetien que la persona transportada viatgés asseguda. A cobert o a l’aire lliure. En cada cas la cadira era portada per dos esclaus o persones assalariades.

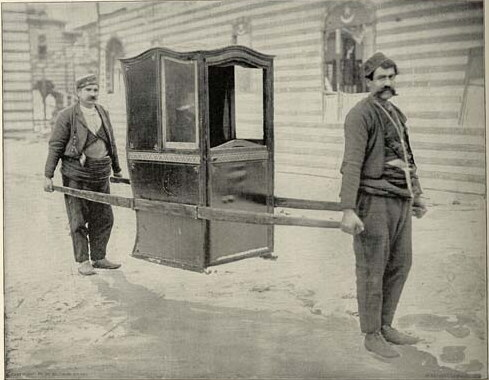
Cadira de mans i portadors
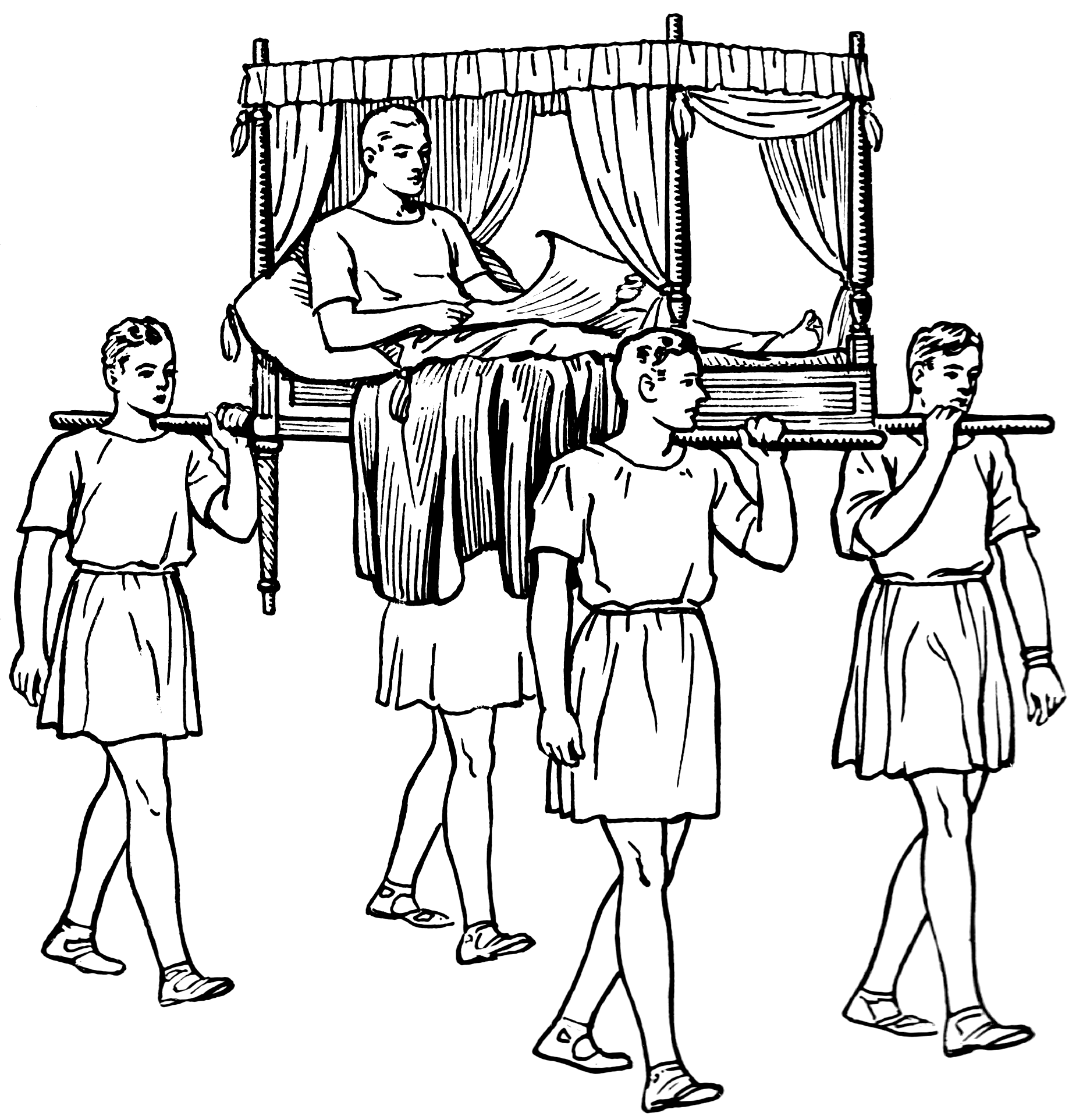
Lectica romana.

### Animals sense vehicle
Hi ha animals de lloguer que poden transportar passatgers sense vehicle: elefants, mules, dromedaris, rucs, ... Els mateixos animals, a vegades, poden estar enganxats a carruatges o trineus.

### Diligències
Amb el transport per diligència els passatgers podien desplaçar-se amb relativa comoditat i regularitat per trajectes establerts.
La literatura de viatges compta amb exemples que descriuen els passatgers de les diligències i anècdotes relacionades.

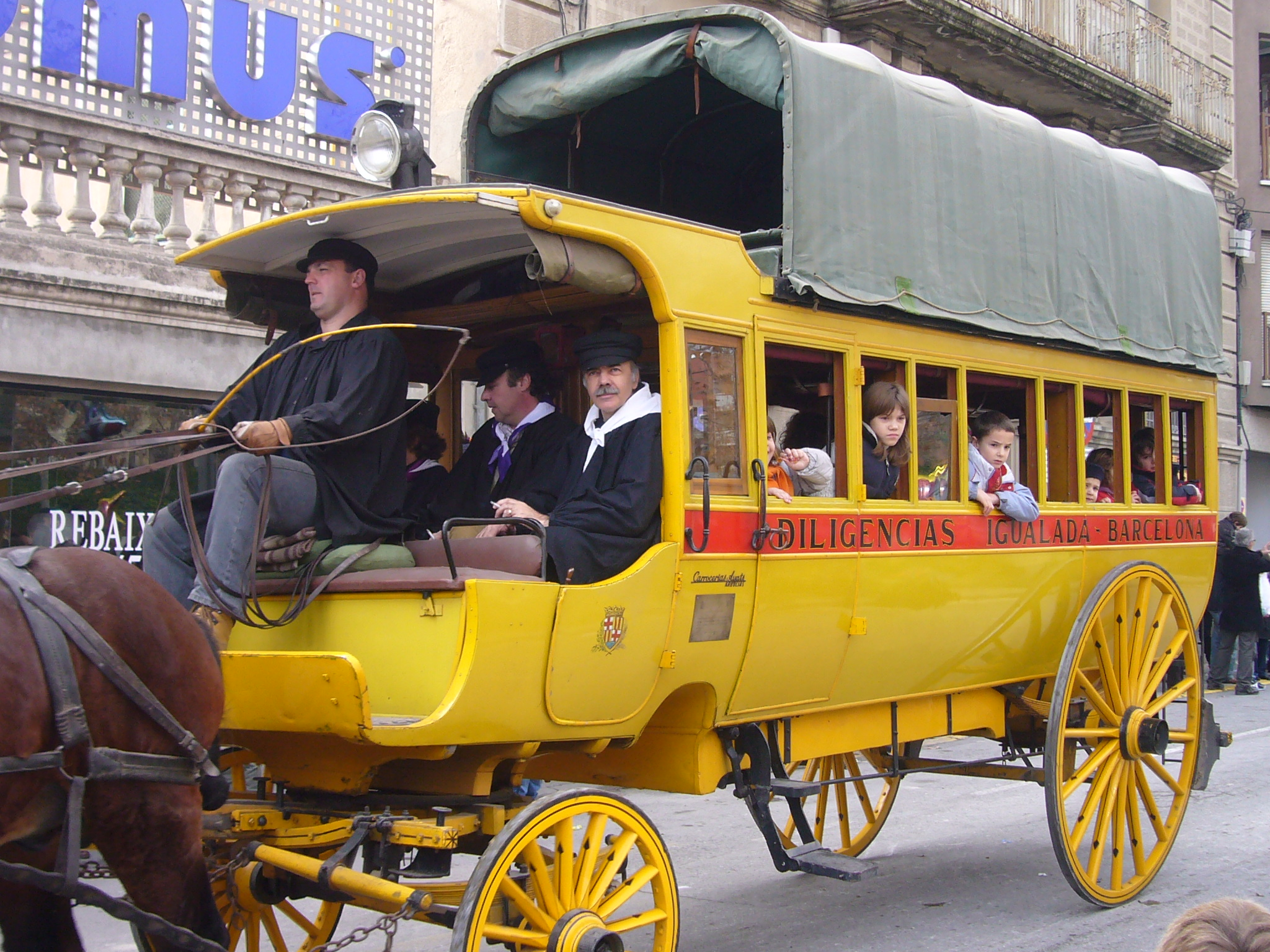
Diligència Igualada-Barcelona
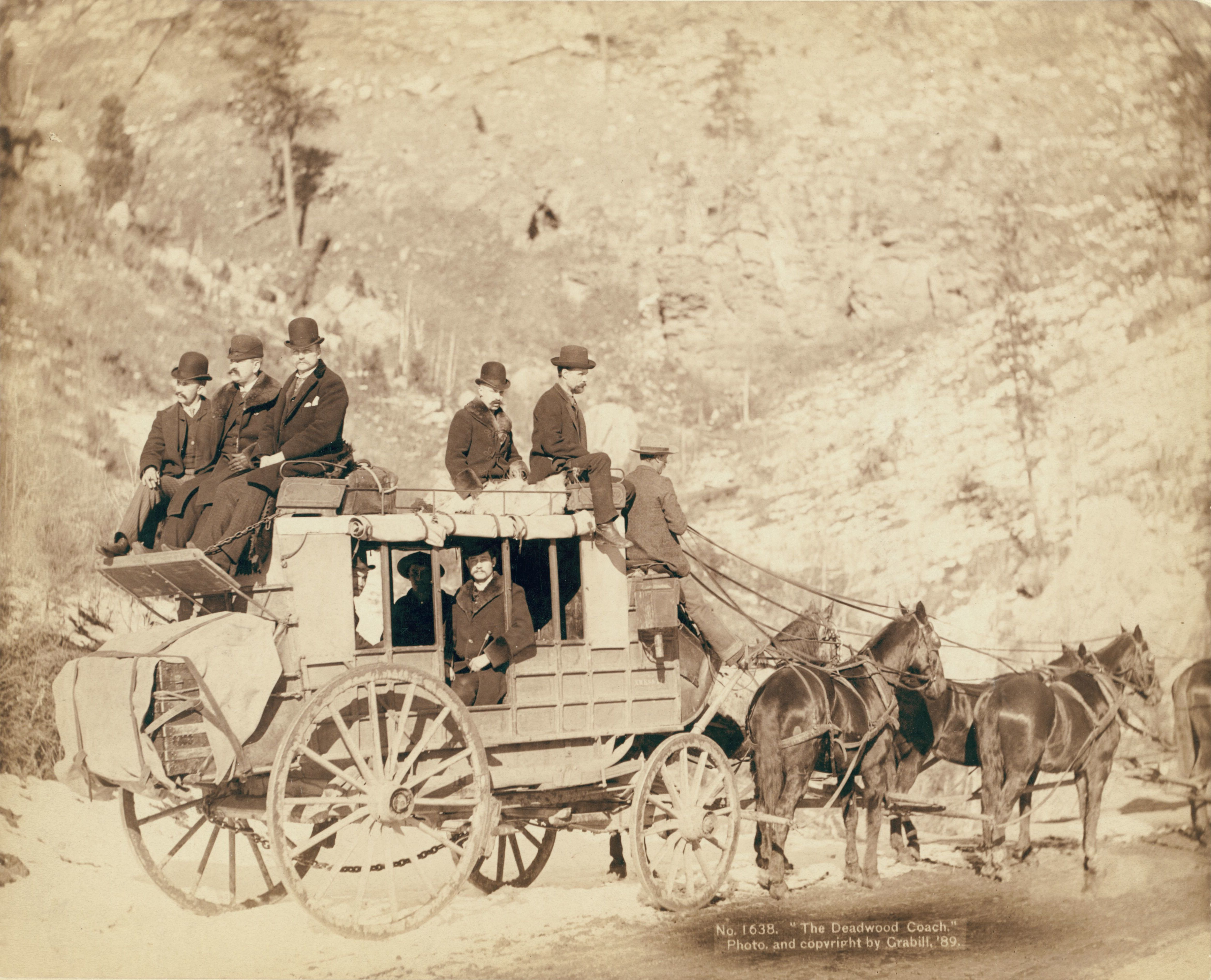
Diligència de 1888 (Dakota del Sud)

### Vaixells
Hi ha documentació de passatgers viatjant en vaixell des dels temps més antics. En cada cas les condicions depenen del vaixell, de la ruta i del mateix passatger. Una relació sistemàtica del tema s’hauria de basar en la història dels vaixells.

#### Barques
La tradició de la barca de passatgers queda reflectida en el mite de Caront. També han estat importants les barques de passar rius o les emprades en passeig turístic.

#### Vaixells grecs antics
Les trieres Pàralos i Salamínia transportaven, entre altres funcions, passatgers notables.

#### Vaixells romans
En la Roma clàssica no hi havia vaixells exclusivament de passatgers. Els viatgers optaven per la navegació costanera en petits vaixells. I en embarcar en alguna nau de transport («navis oneraria») si la ruta era per alta mar.
Un exemple fou el viatge de Pau de Tars, amb naufragi inclòs, en una nau semblant a la Isis.

#### Galeres
Les galeres i naus similars (trieres, trirems, dromons,...) eren bàsicament vaixells de guerra , que podien emprar-se en el comerç (de mercaderies valuoses) i transport de passatgers (importants). Hi ha una descripció humorística de les penalitats que suposava viatjar en una galera.

#### Velers descrits per Marco Polo
| « | The ships in which the merchants navigate thither are made of fir, with only one deck, but many of them are divided beneath into sixty compartments, in each of which a person can be conveniently accommodated. They have one rudder and four masts ; while some have two additional, which can be put up and taken down at pleasure. Many of the largest have besides as many as thirteen divisions in the hold, formed of thick planks mortised into each other. The object is to guard against accidents which may cause the vessel to spring a leak, such as striking on a rock or being attacked by a whale. | » |
| — | |   |

Una obra sobre les naus xineses comenta que Marco Polo parlava de velers que transportaven 700 passatgers.

#### Pelegrinatge a terra santa (1621)
| «                                                                                                 | Consells al pelegrí: primerament haurà de comprar una caixa o cofre d’avet tan llarg com la seva estatura per a tancar amb clau o cadenat les seves provisions: bescuit, pa, bon vi, carn salada, pernils, fuets, aiguardent, panses, taronges, limones, sucre, prunes, claus de girofle, nous moscades i dolços com ara confitures i tot el que consideri que el pot ajudar a recuperar-se del mareig provocat per l’estat de la mar i el moviment del vaixell.... | » |
| — 1627. Nicolas Benard. Le voyage de Hierusalem et autres lieux de la terre sainte et son retour. | |   |

#### Normes als passatgers del clipper Eagle (1853)
La lectura de les normes indicades permet informar-se sobre les dificultats de viatjar en un veler en trajectes de més de tres mesos, travessant mig món.

#### Consells als emigrants navegant en vaixell (1862)
| « | Best Time of Sailing, and Choice of Ship, Selection and Fitting up of Berth, Outfit and Extra Provisions, Ship's Rations, and How to Cook them, Messes and Mess Dinners, What to take, and How to take it, Social Life on Board Ship, | » |
| — Out at Sea; Or, the Emigrant Afloat, Being a Hand Book of Practical Information for the Use of Passengers on a Long Sea Voyage; P.B. Chadfield. | |   |

### Ferrocarrils
En els primers ferrocarrils els passatgers viatjaven en condicions relativament precàries. Amb l’adopció de cotxes tancats la comoditat va augmentar considerablement. En molts casos hi havia categories (per exemple: primera, segona i tercera classe). Amb preus i prestacions diferents.

#### Ferrocarrils notables
Des del punt de vista del confort dels passatgers hi ha alguns exemples a tenir en compte: Transsiberià, Orient Express i Compagnie Internationale des Wagons-Lits.

### Dirigibles
Els dirigibles destinats al transport de passatgers tingueren un grau de protagonisme important en les primeres dècades del segle xx. Dos accidents importants, el de l’R101 i el del Hindenburg, contribuïren a la seva manca d’èxit. El dirigible Graf Zeppelin, bessó del Hindenburg, va efectuar 650 vols transportant 18.000 passatgers més d’un milió de milles. Les instal·lacions luxoses destinades als passatgers del R-101 poden consultar-se en diversos documents.

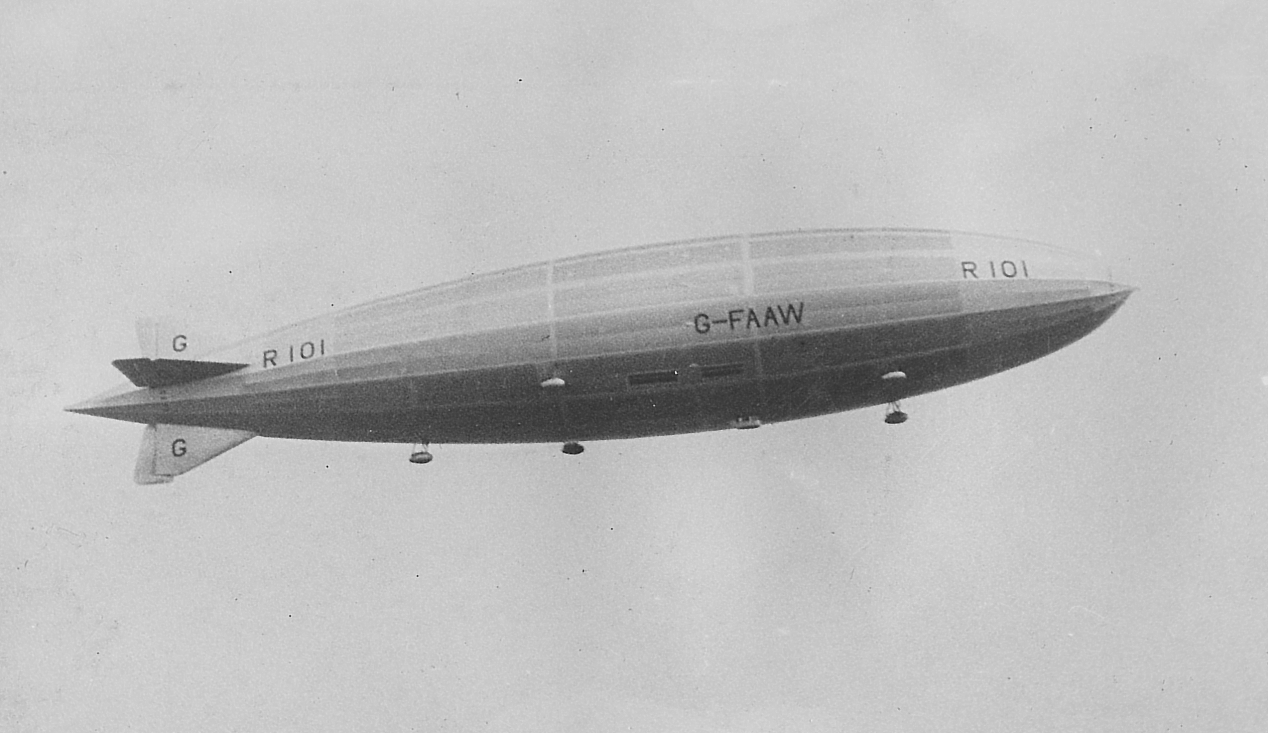
Dirigible britànic R-101
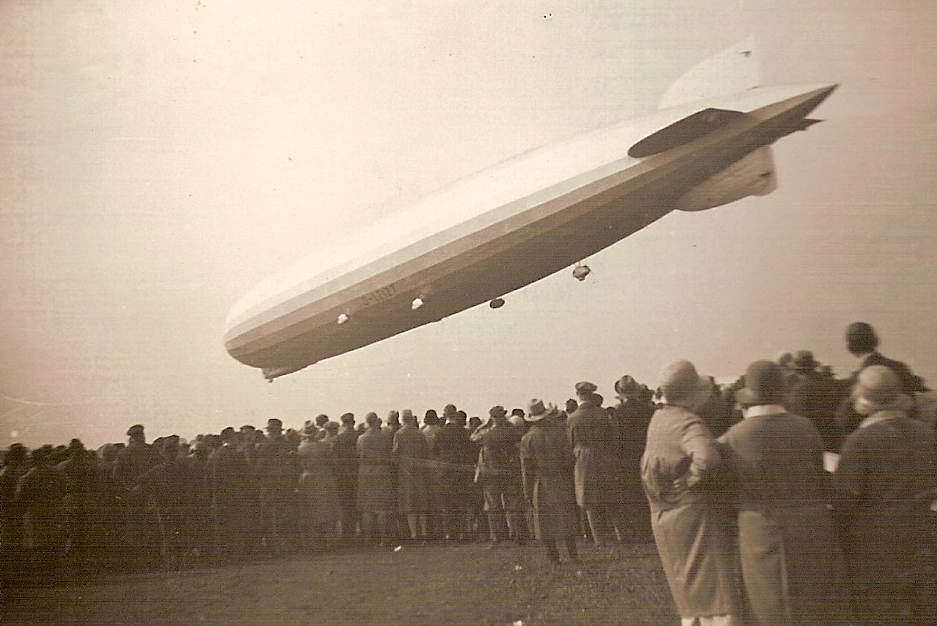
Graf Zeppelin L127 aterrant

### Globus aerostàtics
Hi ha globus aerostàtics en zones turístiques adequades que ofereixen viatges amb vistes excepcionals. Per exemple a la Garrotxa i als parcs naturals africans.

### «Carros do Monte»
A l’illa de Madeira hi ha una mena de trineus de fusta i vímet que ofereixen a dos passatgers la possibilitat de baixar des de Monte lliscant sobre llambordes i empedrats. Cada «carro» és conduït per dos «carreiros».

## Documents medievals
En època medieval els passatgers eren anomenats pelegrins. Denominació genèrica dels viatgers embarcats en un vaixell. Vegeu, a continuació, un petit recull de documents com els indicats.
| « | Molts hòmens són que van de un viatge en altre ab poca mercaderia o van en altre loch per poblar, e són dits peregrins, | » |
| — | |   |

| « | Tot home és appellat peregrí qui do nòlit de la sua persona e de la roba qui no sia mercaderia | » |

| « | L'escriuà deu esser leyal als mercaders e als mariners e als pelegrins | » |

| « | De que es tengut pelegri | » |
| — |                          |   |